# Меррилл, Пол Уиллард
Пол Уиллард Меррилл (англ. Paul Willard Merrill; 1887—1961) — американский астроном.

## Биография
Родился в Миннеаполисе, в 1908 окончил Стэнфордский университет. В 1908—1913 работал в Ликской обсерватории, в 1913—1916 — в Мичиганском университете, в 1916—1919 — в Бюро стандартов в Вашингтоне, в 1919—1952 — в обсерватории Маунт-Вилсон.
Основные труды в области звёздной спектроскопии. В 1917 первым использовал инфракрасную фотографию для изучения спектров звёзд. Открыл и отождествил молекулярные полосы в ближней инфракрасной области в спектрах холодных звёзд; в 1932 первым сфотографировал водородные линии серии Пашена в спектрах звёзд. Выполнил обширные исследования эмиссионных линий в горячих звёздах, составил каталог более 2000 звёзд типов A и B с яркими линиями, многие из которых были открыты им в обсерватории Маунт-Вилсон при фотографическом обзоре неба с объективной призмой. Наиболее широко известны его работы, посвящённые спектрам долгопериодических переменных звёзд. В результате длительных и детальных наблюдений получил много новых данных о спектральном поведении этих звёзд, движениях их атмосфер, уровнях возникновения эмиссионных линий, эффектах флуоресценции. Окончательно отождествил цирконий в S-звёздах, открыл (1952) в них технеций; объяснил с помощью механизма флуоресценции аномальные интенсивности линий железа у переменных класса Me. Открыл диффузные межзвёздные линии поглощения.
Член Национальной академии наук США (1929) и многих научных обществ.
Награждён медалью Дрейпера Национальной АН США (1945), медалью Брюс Тихоокеанского астрономического общества (1946), премией Генри Норриса Рассела (1955).
В его честь назван кратер на Луне.